# Джадж, Майкл
Майкл Джадж (англ. Michael Judge, родился 12 января 1975 года) — ирландский профессиональный игрок в снукер. Полуфиналист Гран-при 2004 года.

## Карьера
В отличие от других известных ирландских снукеристов, Майкл Джадж ни разу не становился победителем рейтингового турнира. Его лучшим результатом до сих пор остаётся полуфинал Гран-при 2004 года. Он выходил в 1/16 финала чемпионата мира трижды, а лучшим достижением на этом турнире является 1/8 финала в 2001 году, когда он проиграл другому ирландцу, Кену Доэрти. В то же время Джадж 7 раз проигрывал в последнем раунде квалификации на чемпионат мира (рекорд).
В 2008 году, на открытом чемпионате Уэльса Майкл Джадж победил Найджела Бонда и Грэма Дотта с одинаковым счётом — 5:4, прежде чем проиграть Стивену Ли, 2:5.
По итогам сезона 2010/11 Джадж занял 89 место в рейтинге и выбыл из мэйн-тура, но вернулся в 2018 году.

## Достижения в карьере
- Гран-при полуфинал — 2004